# أولكساندرا ماتفيتشوك
أولكساندرا فياتشيسلافنا ماتفيتشوك (الأوكرانية: Олександра В’ячеславивна Матвийчук؛ من مواليد 8 أكتوبر 1983) هي محامية أوكرانية في مجال حقوق الإنسان وزعيمة المجتمع المدني ومقرها في كييف. وهي تترأس منظمة غير ربحية مركز الحريات المدنية وهي ناشطة من أجل الإصلاحات الديمقراطية في بلدها ومنطقة منظمة الأمن والتعاون في أوروبا. منذ أكتوبر 2022، تشغل منصب نائب رئيس الاتحاد الدولي لحقوق الإنسان (FIDH).

## نشأتها
ولدت أولكساندرا في 08 أكتوبر 1983 في مدينة بوياركا، في منطقة فاستيف في منطقة كييف في أوكرانيا. التحقت أولكساندرا ماتفيتشوك بجامعة تاراس شيفتشينكو الوطنية في كييف، وتخرجت المعهد التربوي والعلمي للقانون بجامعة تاراس شيفتشينكو كييف الوطنية وحصلت على درجة الماجستير في القانون عام 2007، واكملت الدراسات العليا في قسم نظرية وتاريخ الدولة والقانون (2010)، أصبحت أول امرأة تشارك في برنامج القادة الأوكرانيين الناشئين بجامعة ستانفورد عام 2018.